# The Good Witch
Pour plus de détails, voir Fiche technique et Distribution.
The Good Witch (Un Soupçon de Magie en Français) est une série de téléfilms canadiens, créée et réalisée par Craig Pryce, diffusée depuis le 19 janvier 2008 sur Hallmark Channel. Elle est suivie d'une série télévisée, Soupçon de magie, diffusée de 2015 à 2021. 

## Synopsis
Une femme mystérieuse, nommée Cassandra Nightingale, arrive dans une petite ville et emménage dans une vieille maison abandonnée, réputée hantée par sa propriétaire d'origine, « The Grey Lady ». La petite communauté est divisée à son sujet : certains veulent qu'elle reste, surtout le chef de la police, Jake Russell, un veuf père de deux enfants, tandis que d'autres veulent qu'elle parte. Tout au long de l'histoire, des événements mystérieux et magiques se produisent, et les habitants lui en attribuent la responsabilité. Tout le monde commence à se demander si elle est une sorcière.

## Fiche technique
- Titre original : The Good Witch
- Titre français : Un Soupçon de Magie
- Réalisation : Craig Pryce
- Scénario : G. Ross Parker d'après Rod Spence
- Production : Orly Adelson, Ian McDougal, Frank Siracusa
- Société de production : Whizbang Films
- Société de distribution : Hallmark Channel
- Pays d'origine :  Canada
- Langue originale : anglais
- Format : couleur - 35 mm
- Genre : Comédie dramatique
- Durée : entre 89 et 120 minutes environ par téléfilms

## Distribution

### Acteurs principaux
- Catherine Bell (VF : Clara Borras) : Cassandra « Cassie » Nightingale, née Sue Ellen Brook
- Chris Potter (VF : Bertrand Liebert puis Jean-Pierre Michaël) : le shérif Jake Russell
- Catherine Disher (VF : Dolly Vanden puis Véronique Alycia) : Martha Tinsdale
- Matthew Knight (VF : Gabriel Bismuth-Bienaimé) : Brandon Russell
- Paul Miller (VF : Jean-Luc Atlan) : Tom Tinsdale
- Hannah Endicott-Douglas (VF : Claire Bouanich) : Lori Russell
- Peter MacNeill (VF : Jean-Claude Sachot) : George O'Hanrahan
- Elizabeth Lennie (VF : Diane Pierens) : Gwen
- Noah Cappe (VF : Julien Sibre) : Derek Sanders

### Autres acteurs

#### Un soupçon de magie
- Nathan McLeod : Michael Tinsdale
- Jesse Bostick : Kyle
- Paula Boudreau (VF : Laurence Mongeaud) : Nancy Perkins
- Allan Royal (en) : Walter Cobb
- Murray Oliver : Bill Perkins
- Alexander De Jordy : Dillon Tinsdale
- Aaron Berg : Rusty

#### Le Jardin des merveilles
- Rob Stewart (VF : Damien Boisseau) : Nick Chasen
- Jordy Benattar : Jess
- Eve Crawford : Cicely
- Alexander Conti (en) : Duke
- Daniel Magder : Steve

#### Un mariage féerique
- Laura Bertram (VF : Marianne Leroux) : Betty
- James McGowan (VF : Antoine Nouel) : Leon Deeks
- Jordan Todosey (VF : Jessica Barrier) : Jodi Deeks
- Marie Ward : Ruth Deeks

#### La Magie de la famille
- Sarah Power (VF : Ivana Coppola) : Abigail Pershing
- Karen Ivany : Citizen Jeannie
- Rhys Ward (en) (VF : Brice Ournac) : Wes Maneri

#### Une famille peu ordinaire
- Janet-Laine Green (en) (VF : Blanche Ravalec) : Doris
- Nathan McLeod : Michael
- Greg Calderone : Justin
- Noah Cappe : Derek Sanders
- Geordie Johnson : Henry Kael
- Genevieve Kang : Katie
- Ashley Leggat : Tara

#### Ma famille bien-aimée
- Danielle Kind (VF : Armelle Gallaud) : Mia
- Robin Dunne : Drew
- Ashley Leggat : Tara

#### Bienvenue dans la famille
- Ashley Leggat : Tara
- Rachel Wilson : Audrey
- Paul Popowich : Grant
- Kathleen Laskey : Beverly
- Ted Atherton : Adam
- Paula Brancati : Ms. Bryson
- Connor Price : Jim

## Production
En août 2007, Hallmark Channel annonce la production d'un téléfilm avec Catherine Bell et Chris Potter dans les rôles-titres, pour une diffusion en 2008.
En octobre 2008, la chaîne annonce la production d'un deuxième téléfilm, pour une diffusion en 2009.
Le troisième téléfilm a été annoncé en décembre 2009 pour une diffusion en 2010.
Le 14 septembre 2010, un quatrième film est confirmé, qui marque le début d'un rendez-vous annuel des spéciaux de l'Halloween pour la chaîne.

## Téléfilms
- 1. Un soupçon de magie (The Good Witch) (diffusée le 18 janvier 2008 aux États-Unis, le 14 avril 2008 au Canada et le 17 octobre 2011 sur M6, en France)

Résumé : Shérif de la ville de Middleton, Jake Russel élève seul ses enfants Brandon et Laurie depuis son veuvage. Un jour, la femme du maire l'informe de l'arrivée de Cassandra à Grey House, un château abandonné et réputé hanté. Aussitôt, les commérages vont bon train sur la belle et mystérieuse étrangère, surtout après l'ouverture de sa boutique de potions, bougies et livres anciens. Brandon et Lori, eux, sont persuadés que Cassandra est une gentille sorcière...On y apprend que le vrai nom de naissance de Cassie est Sue-Ellen Brook, que ses parents artistes sont morts dans un accident de voiture à Zurich quand elle était enfant et elle a été élevée en famille d'accueil en Amérique.
- 2. Le Jardin des merveilles (The Good Witch's Garden) (diffusée le 7 février 2009[6] aux États-Unis et le 5 juillet 2011 sur TF1, en France)

Résumé : Cassie Nightingale est propriétaire de Grey House, une demeure ancienne de 200 ans, héritée de son ancêtre: Elizabeth Merriwick (surnommé : La Dame en gris), où elle prévoit d'y célébrer le bicentenaire de la petite ville de Middleton. Pour payer les factures de l'entretien de la maison, elle décide d'ouvrir des chambres d'hôtes. Le premier client, Nick Chasen, est en réalité un escroc qui prétend être le véritable héritier de la maison. Sournois, il falsifie les actes successifs de propriété de la maison et oblige Cassie à quitter les lieux. Mais avec le soutien de son fiancé, Jake, le chef de la police qui mène sa propre enquête, et les pouvoirs magiques des plantes de son jardin, elle va se battre, obtenir gain de cause et organiser une somptueuse garden-party dans son parc pour fêter le bicentenaire da la petite ville...
- 3. Un mariage féerique (The Good Witch's Gift) (diffusée le 13 novembre 2010[4] aux États-Unis, le 21 février 2011 au Canada et le 1er janvier 2012 sur TF1, en France)

Résumé : Cassandra et Jake filent le parfait amour. Ils ont même décidé de se marier, mais un problème se pose : le choix de la date de la cérémonie ! Inspiré par l'ambiance de Noël, Jake veut offrir à Cassandra le plus beau des cadeaux : l'épouser le soir du réveillon du 24 décembre !
- 4. La Magie de la famille (The Good Witch's Family) (diffusée le 29 octobre 2011[5] aux États-Unis et le 30 décembre 2012 sur TF1, en France)

Résumé : Cassandra Nightingale vit dans la petite ville de Middleton avec son époux, le chef de la police Jake Russell, et ses deux enfants, Brandon et Lori, nés de son précédent mariage. Abigail Pershing, une cousine éloignée dont elle ne connaissait pas l’existence , qui se retrouve expulsée de chez elle. Grâce à l'arbre généalogique de la famille, les deux cousines entrent en contact sur Internet, et Cassandra propose à Abigail de venir lui rendre visite...
- 5. Une famille peu ordinaire (The Good Witch's Charm) (diffusée le 27 octobre 2012 aux États-Unis et le 3 juin 2013 sur TF1, en France)

Résumé : L'arrivée de Grace a bouleversé la vie de la famille Russel qui a du mal à trouver ses marques. Un journaliste de passage à Middleton décide d'écrire un article sur la petite ville. Alors que ce dernier cherche à mieux connaitre ses habitants, les boutiques de la ville sont dévalisées. Les agissements donnent une mauvaise image à la ville : il faut y mettre un terme à tout prix en dénichant les coupables...
- 6. Ma famille bien-aimée (The Good Witch's Destiny) (diffusée le 26 octobre 2013 aux États-Unis et le 1er juillet 2013 sur TF1, en France)

Résumé : L'anniversaire de Cassie approche et elle souhaite fêter l'événement avec ses proches. Tara et Brandon aimeraient se marier, mais Jake se montre réticent du fait de leur jeune âge. Le prochain devoir de Lori est un article sur La dame en gris et mène une enquête sur elle. Gwen voit revenir dans sa vie son fils, Drew, dont elle n'avait plus de nouvelles depuis des années...
- 7. Bienvenue dans la famille (The Good Witch's Wonder) (diffusée le 25 octobre 2014 aux États-Unis et le 28 décembre 2014 sur TF1, en France)

Résumé : Cassandra Nightingale se retrouve obligée d'organiser le mariage de son fils à la dernière minute. Pendant ce temps-là, Martha, qui vient juste d'être élue maire de Middleton, a embarqué Cassie dans une vente aux enchères qui permettra de collecter de l'argent pour les jardins botaniques de la ville. Audrey, nouvelle arrivée en ville, tombe sur le magasin de Cassandra et les deux jeunes femmes se lient rapidement d’amitié. Cassandra, qui a besoin d'aide pour sa boutique, engage sa nouvelle amie comme assistante et va devoir s’occuper de l'organisation de la vente aux enchères. Mais Audrey détient un lourd secret, et les suspicions commencent quand l'un des objets de la vente a étrangement disparu.

## Commentaires
- Les premier et deuxième volets ont rassemblé 3,2 millions de téléspectateurs chacun aux États-Unis.
- Le deuxième téléfilm devait initialement être intitulé The Good Witch 2: Magic Never Fades et le troisième The Good Witch's Wedding.

## Audiences

### États-Unis
Le premier téléfilm a été vu par 3,2 millions de téléspectateurs et le deuxième par 3,115 millions.

### France
Lors de la rediffusion du premier téléfilm sur M6 le 11 avril 2016, 1,17 million de téléspectateurs étaient au rendez-vous.

## Série dérivée
À la suite du succès des téléfilms, la chaîne a commandé une série sous le même titre, connue sous le titre Soupçon de magie en français. Catherine Bell reprend le rôle de Cassandra « Cassie » Nightingale tandis que James Denton interprète Sam, un médecin divorcé et Bailee Madison joue le rôle de Grace Russell.